# Суперкубок России по мини-футболу 2023
В матче за Суперкубок России по мини-футболу 2023 встретились чемпион России 2022/23 подмосковный «КПРФ» из Климовска и обладатель Кубка России 2022/23 «Синара» из Екатеринбурга. Матч за звание обладателя трофея состоялся 25 августа в спортивном комплексе «Арена» в Санкт-Петербурге, победителем которого в добавленное время стала «Синара».

## Путь к Суперкубку
«КПРФ»
«КПРФ» получил право на игру в Суперкубке как чемпион России сезона 2022/2023. Коммунисты завоевали титул, обыграв в финале плей-офф Суперлиги Норильский никель.
«Синара»
Синара получила право на игру в Суперкубке как обладатель Кубка России сезона 2022/2023. В финале екатеринбуржцы обыграли КПРФ, тоже в дополнительное время.

## Выбор места проведения
За несколько дней до матча было объявлено, что игра пройдет в Санкт-Петербурге на концертно-спортивном комплексе «Арена».

## Подробности матча
| 25 августа 2023 Финал | КПРФ (Москва)          | 2:3 (д.в.) | Синара (Екатеринбург)          | Санкт-Петербург |
| 19:00 MSK | Орлов 19′ · Асадов 47′ | (отчёт)    | Иванов 5′, 42′ · Герасимов 48′ | Стадион: «Арена» Зрителей: 2974 Судья: Андрей Шелехов (Москва) Помощники судьи: Иван Загороднюк (Калининград) Александр Салата (Мытищи) Хронометрист: Сергей Дарчиев (Санкт-Петербург) |
| КПРФ (Москва): ---- Запасные: ---- Главный тренер: Бесик Гурамович Зоидзе Синара (Екатеринбург): ---- Запасные: ---- Главный тренер: Павел Анатольевич Чистополов |                        |            |                                | |

### Форма команд
| КПРФ | Синара |